# FC Khimki
FC Khimki (tiếng Nga: ФК Химки) là câu lạc bộ bóng đá Nga thành lập vào năm 1997 ở Khimki. Họ đang thi đấu ở Giải bóng đá Ngoại hạng Nga, hạng đấu cao nhất của hệ thống bóng đá Nga.

## Đội hình hiện tại
Tính đến 16 tháng 8 năm 2022, nguồn : official RPL website.
Ghi chú: Quốc kỳ chỉ đội tuyển quốc gia được xác định rõ trong điều lệ tư cách FIFA. Các cầu thủ có thể giữ hơn một quốc tịch ngoài FIFA.
| Số | VT | Quốc gia | Cầu thủ                                        |
| -- | -- | -------- | ---------------------------------------------- |
| 1  | TM | Nga      | Anton Mitryushkin                              |
| 3  | HV | Gruzia   | Irakli Chezhiya                                |
| 4  | HV | Nigeria  | Brian Idowu                                    |
| 5  | HV | Nga      | Aleksei Nikitin                                |
| 6  | HV | Nga      | Dmitry Tikhy                                   |
| 7  | TĐ | Nga      | Ilya Sadygov                                   |
| 8  | TV | Nga      | Denis Glushakov                                |
| 9  | TĐ | Nga      | Aleksandr Rudenko                              |
| 10 | TĐ | Nga      | Aleksandr Dolgov                               |
| 11 | TV | Nga      | Aleksandr Lomovitsky (cho mượn từ Rubin Kazan) |
| 15 | HV | Nga      | Yegor Danilkin                                 |
| 17 | TV | Nga      | Aleksandr Zuyev                                |
| 19 | HV | Nga      | Artur Chyorny                                  |
| 20 | TV | Serbia   | Nemanja Glavčić                                |
| 21 | TV | Nga      | Ilya Kamyshev                                  |

| Số | VT | Quốc gia    | Cầu thủ                                        |
| -- | -- | ----------- | ---------------------------------------------- |
| 22 | TM | Nga         | Ilya Lantratov                                 |
| 23 | HV | Belarus     | Zakhar Volkov (cho mượn từ BATE Borisov)       |
| 25 | HV | Nga         | Oleksandr Filin                                |
| 26 | HV | Nga         | Artyom Yuran                                   |
| 27 | TĐ | Nga         | Said-Ali Akhmayev                              |
| 33 | TM | Nga         | Vitali Gudiyev                                 |
| 37 | TV | Nga         | Dmitry Malykhin                                |
| 42 | TV | Bờ Biển Ngà | Roman Mory Gbane (cho mượn từ BSK Bijelo Brdo) |
| 44 | TV | Nga         | Ilya Kukharchuk                                |
| 77 | TV | Nga         | Reziuan Mirzov                                 |
| 87 | HV | Nga         | Kirill Bozhenov (cho mượn từ Rostov)           |
| 88 | TĐ | Nga         | Denis Davydov                                  |
| 90 | TV | Nga         | Daniil Kamlashev (cho mượn từ Strogino Moscow) |
| 97 | TV | Nga         | Butta Magomedov                                |
| 99 | TV | Nga         | Ayaz Guliyev                                   |

### Cho mượn
Ghi chú: Quốc kỳ chỉ đội tuyển quốc gia được xác định rõ trong điều lệ tư cách FIFA. Các cầu thủ có thể giữ hơn một quốc tịch ngoài FIFA.
| Số | VT | Quốc gia  | Cầu thủ                                                       |
| -- | -- | --------- | ------------------------------------------------------------- |
| —  | HV | Nga       | Kirill Bolshakov (ở Arsenal Tula cho đến 30 tháng 5 năm 2023) |
| —  | HV | Thụy Điển | Filip Dagerstål (ở Lech Poznań cho đến 30 tháng 6 năm 2023)   |
| —  | HV | Nga       | Valentin Paltsev (ở KAMAZ cho đến 30 tháng 5 năm 2023)        |
| —  | HV | Nga       | Maksim Zhumabekov (at Vitebsk cho đến 31 tháng 12 năm 2022)   |

| Số | VT | Quốc gia | Cầu thủ                                                          |
| -- | -- | -------- | ---------------------------------------------------------------- |
| —  | TV | Armenia  | David Davidyan (ở Pyunik cho đến 30 tháng 6 năm 2023)            |
| —  | TV | Nga      | Danila Yanov (ở Arsenal Tula cho đến 30 tháng 5 năm 2023)        |
| —  | TĐ | Thụy Sĩ  | Kemal Ademi (ở Sandhausen cho đến 30 tháng 6 năm 2023)           |
| —  | TĐ | Armenia  | Arshak Koryan (ở Alania Vladikavkaz cho đến 30 tháng 5 năm 2023) |

## Danh hiệu
- Russian National Football League
  - Vô địch: 2006
- Russian Professional Football League
  - Vô địch: 2000 (miền Trung), 2015–16 (miền Tây)

## Các cựu cầu thủ nổi tiếng
Nga
- Vladimir Beschastnykh
- Viktor Budyanskiy
- Aleksei Bugayev
- Andrei Chichkin
- Yuri Drozdov
- Denis Glushakov
- Valeri Kleimyonov
- Andrei Kondrashov
- Fyodor Kudryashov
- Arseniy Logashov
- Ilya Maksimov
- Pavel Mamayev
- Pavel Mogilevets
- Andrei Mostovoy
- Elmir Nabiullin
- Sergei Nekrasov
- Pavel Pogrebnyak
- Denis Popov
- Igor Portnyagin
- Aleksandr Ryazantsev
- Roman Shirokov
- Sergei Terekhov
- Andrey Tikhonov
- Yegor Titov
- Roman Vorobyov
- Renat Yanbayev
- Andrey Yeshchenko
- Artur Yusupov
- Yuri Zhirkov

Armenia
- Artak Aleksanyan
- Roman Berezovsky
- Barsegh Kirakosyan
- Arshak Koryan
- Artur Yedigaryan
- Robert Zebelyan

Azerbaijan
- Emin Agaev
- Kamran Aliyev

Belarus
- Dmitry Aliseiko
- Timofei Kalachev
- Dzyanis Kowba
- Artsyom Radzkow
- Maksim Romaschenko

Bosna và Hercegovina
- Dragan Blatnjak
- Ricardo Santos Lago
- Vule Trivunović
- Zoran Amidžić

Cộng hòa Séc
- Tomas Vychodil

Estonia
- Andrei Stepanov
- Vladimir Voskoboinikov

Phần Lan
- Boris Rotenberg

Gruzia
- Valeri Abramidze
- Gogita Gogua
- Giorgi Lomaia
- Giorgi Navalovski
- Edik Sadzhaya
- Georgi Mikadze
- Vladimir Gogberashvili

Kazakhstan
- Islambek Kuat
- Dmitriy Lyapkin
- Roman Uzdenov

Latvia
- Oskars Kļava

Litva
- Darius Miceika
- Mantas Samusiovas
- Valdas Trakys

Moldova
- Victor Golovatenco
- Oleg Hromtov
- Iurie Priganiuc
- Radu Rebeja
- Oleg Shishkin

România
- Florin Costin Șoavă

Serbia
- Dragan Mrđa

Slovakia
- Martin Jakubko

Slovenia
- Nastja Čeh

Thụy Điển
- Filip Dagerstål

Ukraina
- Serhiy Danylovskyi
- Dmytro Parfenov

Châu Á
Turkmenistan
- Vladimir Bayramov

Uzbekistan
- Igor Golban
- Vladimir Shishelov
- Ilya Telegin

Châu Phi
Burkina Faso
- Mohamed Konaté

Maroc
- Abdelillah Bagui

Nigeria
- Richard Eromoigbe
- Brian Idowu
- Chidi Osuchukwu

Sénégal
- Dame Diop